# Marguerite Higgins
Marguerite Higgins (3 de setembre de 1920 - 3 de gener de 1966) va ser una periodista americana i corresponsal de guerra.
Higgins va néixer a Hong Kong, on el seu pare treballava per a una companyia de navegació. Als tres anys la família es va traslladar als Estats Units. La seva formació universitària va iniciar-la a la Universitat de Califòrnia, on col·laborà al periòdico universitari The Daily Californian i on es va graduar el 1941. Després va passar a la Universitat de Colúmbia per obtenir el màster en Periodisme.
Higgins va cobrir la Segona Guerra Mundial, la Guerra de Corea, i la Guerra del Vietnam, contribuint a facilitar l'accés a les dones a aquesta professió. Va tenir una llarga carrera al New York Herald Tribune (1942-1963), i més tard, com a columnista a Newsday (1963-1965). Va ser la primera dona en guanyar un Pulitzer, el 1951 per la seva cobertura de la Guerra de Corea.